# Georg Günther (Politiker, 1988)
Georg Günther (geboren am 14. Mai 1988 in Greifswald) ist ein deutscher Politiker der Christlich Demokratischen Union Deutschlands (CDU) und seit 2025 Mitglied des Deutschen Bundestages.

## Privates
Günther wuchs in Greifswald sowie in Griebenow auf. Er erwarb 2008 am Gymnasium Grimmen das Abitur und studierte im Anschluss an der Fachhochschule für öffentliche Verwaltung, Polizei und Rechtspflege in Güstrow; das duale Studium schloss er als Diplom-Finanzwirt ab. Günther war ab dem Jahr 2008 für das Finanzamt in Stralsund tätig. Er ist verheiratet und hat ein Kind.

## Politik
Günther trat 2007 in die Junge Union ein und 2010 in die Christlich Demokratischen Union Deutschlands (CDU). Er war seit 2011 Kreisvorsitzender, seit 2018 Landesvorsitzender der Jungen Union Mecklenburg-Vorpommerns. Er ist seit 2018 Mitglied des Landesvorstandes der CDU Mecklenburg-Vorpommern.
Bei der Bundestagswahl 2021 kam er mit 20,4 % der Erststimmen im Bundestagswahlkreis Vorpommern-Rügen – Vorpommern-Greifswald I auf Platz 2 hinter Anna Kassautzki von der SPD und verfehlte den Einzug in den 20. Deutschen Bundestag.
Im September 2024 wählte ihn die Wahlkreismitgliederversammlung der CDU mit großer Mehrheit erneut zum Direktkandidaten für die Bundestagswahl 2025. Bei der Wahl im Februar 2025 erhielt er 21,2 % der Erststimmen und belegte Platz 2 hinter Dario Seifert von der AfD; er zog über die Landesliste seiner Partei in den 21. Deutschen Bundestag ein. Er wird Mitglied im Finanzausschuss. Günther unterhält Wahlkreisbüros in Ribnitz-Damgarten, Grimmen, Stralsund und Greifswald.